# Репитер GSM
Репитер GSM — повторитель и усилитель сигналов сотовой связи (приёмо-передающее устройство), предназначенный для локального расширения её зоны покрытия. Представляет собой сложное активное радиоэлектронное устройство, функционирующее в комплекте с антеннами и радиочастотными кабелями. Репитеры GSM применяются пользователями сотовой сети связи и их применение не требует обязательного участия или согласований операторов сотовой связи.

## Применение
Использование репитеров GSM целесообразно в двух случаях: для получения стабильной связи в местах со слабым приёмом (например в сельской местности) и для распространения покрытия сотовой связи на помещения или территории экранированные от сотовой связи рельефом местности или строительными конструкциями. В первом случае эффект достигается в основном благодаря высокому расположению донорной антенны и её острой направленности, а во втором случае решающую роль играет расположение сервисной антенны в прямой видимости сотовых телефонов абонентов. Применение репитеров является основным способом обеспечения сотовой связи в подземных сооружениях, таких как метро и нижние уровни торговых центров.
Как правило, репитеры могут работать как по одно частоте, так и по нескольким, например GSM-900, GSM-900/GSM-1800, GSM-1800/2100 и так далее. Есть модели, которые поддерживают работу более 2-х частот (2G/3G/4G). Дополнительной особенностью применения репитеров является снижение уровня излучения абонентских телефонных аппаратов, что уменьшает их негативное влияние на здоровье, повышает длительность работы без подзарядки и снижает наводки на другие радиоэлектронные системы; последнее обстоятельство является основной причиной применения репитеров GSM в пассажирских самолётах.

## Принцип работы
Репитер GSM является двунаправленным усилителем, связывающим донорную антенну с сервисной антенной, одновременно с усилением производится коррекция формы сигнала. При этом донорная антенна принимает сигналы базовой станции, репитер передаёт их в усиленном виде на сервисную антенну, сервисная антенна передаёт их на телефонный аппарат абонента; ответный сигнал аппарата абонента принимается сервисной антенной, усиливается репитером и передаётся донорной антенной к базовой станции. Для правильного функционирования репитера необходимо наличие хорошей электромагнитной развязки между донорной и сервисной антеннами, для того чтобы не возник эффект самовозбуждения, когда сигнал от сервисной антенны улавливается донорной антенной, усиливается и вновь подаётся на сервисную, циркулируя таким образом по кругу. Эффект аналогичен свисту в колонках при их близком расположении к микрофону и приводит к глушению сигналов сотовой связи для всех рядом расположенных абонентов. Развязка между антеннами обеспечивается путём разнесения их на значительное расстояние, экранированием строительными конструкциями, применением направленных антенн и направлением их в разные стороны.
Кроме репитеров некоторое распространение получили более совершенные устройства — Ретрансляторы GSM, в них приём и передача на антеннах производятся на разных частотных каналах, что исключает возможность возникновения самовозбуждения.
Большинство современных репитеров сигнала GSM несмотря на свою простоту и надежность оснащены системой защиты от самовозбуждения. Некоторые простые модели сообщают индикацией о необходимости разноса антенн, другие — блокируют работу устройства на временные промежутки и включаются автоматически через заданные интервалы.
Репитер, ретранслятор — это синонимы для одного вида устройства, которое является двухсторонним линейным усилителем сотового сигнала. Репитер GSM является частью системы усиления сотовой связи, которая состоит:
- Блок репитера;
- Донорная (внешняя) основная антенна — устанавливается на улице и принимает сигнал от базовых станций сотовых операторов и передает сигнал от абонента на базовую станцию оператора связи (двунаправленное излучение);
- Абонентские (внутренние) антенны — размещаются внутри помещений и взаимодействуют с абонентскими устройствами, такими как телефоны, планшеты, модемы, роутеры;
- Кабели, разъёмы, делители мощности (разветвители) и пр.